# Aloisia Brial
Aloisia Brial, död 1972, var regerande drottning av Uvea mellan 1953 och 1958.